# 児玉拓郎
児玉 拓郎（こだま たくろう、1983年1月13日 - ）は、日本の俳優。料理家。
D-dash&Company所属。

## 人物・略歴
兵庫県出身。D-dash&Companyの養成所でアクションを学び、同事務所の所属となる。

## 出演

### 映画
2010
- 「戦闘少女 血の鉄仮面伝説」井口昇/西村喜廣/坂口拓 監督

2011
- 「聯合艦隊司令長官 山本五十六」成島出 監督（飛龍作戦参謀 松本長英 役）
- 「がんばれヤマガミくん」井口昇/西村喜廣 監督
- 「軽蔑」廣木隆一 監督
- 「電人ザボーガー」井口昇 監督
- 「men’s egg Drummers −メンズエッグ・ドラマーズ」山口雄大 監督
- 「You+ME＝LOVE」アレックス・パイエ 監督

2012
- 「希望の国」園子温 監督

2013
- 「地獄でなぜ悪い　Why don’t you play in hell」園子温 監督（夕暮太郎 役）

2015
- 「俳優亀岡拓次」横浜聡子監督
- 「ジョーカー・ゲーム」入江悠 監督（D機関候補生 役）

2016
- 「進撃の巨人」樋口真嗣監督　（立体機動兵　アシダ役）

2017
- 「関ヶ原」原田眞人監督
- 「22年目の告白〜私が殺人犯です」入江悠監督
- 「破門　ふたりのヤクビョーガミ」小林聖太郎監督　（磯部役）

2018
- 「ギャングース」入江悠監督
- 「愛しのアイリーン」吉田恵輔監督

2019
- 「幸福な囚人」天野友二朗監督
- 「空母いぶき」若松節朗監督

2020
- 「狂武蔵」下村勇二監督
- 「みをつくし料理帖」角川春樹監督

2021
- 「シュシュシュの娘」入江悠監督
- 「猿楽町で会いましょう」児山隆監督

2022
- 「わたしの魔境」天野友二朗監督

2023
- 「映画ネメシス　黄金螺旋の謎」入江悠監督

2024
- 「映画おいハンサム!!」 山口雅俊監督（局長 大沢役）
- 「帰って来た あぶない刑事」原廣利監督

### テレビドラマ
2010
- 刑事・鳴沢了〜史上最悪の24時間〜」CX

2014
- 「ソタイ〜組織犯罪対策課」水曜ミステリー９ TX　土屋ヒロキ 役
- 「５秒後の男-The 5 Sencond Later Man-」ネスレシアター on YouTube 入江悠監督　強盗　役

2015
- 「進撃の巨人〜反撃の狼煙〜」dTV　立体起動兵 アシダ役

2016
- 「螻蛄」wowow 　勢羽組リーダー役

2017
- ザ・ドキュメンタリー『黒澤明と三船敏郎　衝撃の出会いから別れの真実』BS朝日　三船敏郎役
- 『バウンサー』　BSスカパー！
- 『CRISIS　公安機動捜査隊捜査班』　関西テレビ
- 『CODE：MIRAGE』　テレ東

2018
- 「黒薔薇2 刑事課強行犯係 神木恭子」テレビ朝日　坂松組　大泉役役
- 「ザ！世界仰天ニュース松本サリン事件再現ドラマ」日本テレビ　新実智光役

2020
- 「姉ちゃんの恋人」関西テレビ 刑事役

2022
- 「闇金ウシジマくん外伝 闇金サイハラさん」MBS 猫崎役
- 「ロマンス暴風域」MBS

2024
- 「おいハンサム!!2」 第3話・第5話 - 第7話（4月20日・5月4日 - 18日、東海テレビ・フジテレビ） - 局長 役[2]

### CM
2012
- 「カーセンサー 安心の保証」

2013
- 「ダイハツ ムーヴ スマートアシスト篇」

2018
- 「それ、Googleにやらせよう。篇」夫役

2019
- 「How NOT to Drive in Japan」AIG損保
- 「トヨタカーライフゲーム」

2020
- AM7:00の「いい日になあれ」篇 セブンイレブン

2021
- TOYOTA「アクア いい。AQUA誕生篇」
- 東京建物 Brillia

2022
- ＆Art 「止まれメロス」一般社団法人Honmono協会

2023
- アサヒスーパードライ「ラグビーワールドカップ2023」

### 舞台
2010
- 桜ジュリエッタ旗揚げ公演「めびうす」橋口まゆみ 演出

2013
- 「二つの月曜日の思い出」大森博史 演出

2014
- 「宅悦とお岩〜四谷怪談のそのシーンのために〜」プロデュース・作・演出：岩松了